# Lala Sloatman
Lala Cassandra Sloatman (12 de octubre de 1970 en Florida, Estados Unidos) es una actriz y modelo estadounidense. Se le reconoce comúnmente como Lala Zappa. 
En los ochenta apareció en las películas Watchers (1988) y Dream a Little Dream (1989), junto al actor Corey Haim, quien era su novio en ese entonces. También actuó en las películas Pump Up the Volume (1990), Dragon: The Bruce Lee Story (1993), Buy One, Get One Free (1996), Manfast (2003), Net Games (2003) y Somewhere (2010).

## Vida personal
Sloatman estuvo casada con Chris Robinson, vocalista de la banda The Black Crowes, de 1996 a 1998

## Filmografía
| Año  | Título                       | Papel          | Notas                              |
| ---- | ---------------------------- | -------------- | ---------------------------------- |
| 1988 | Tequila                      | Hermana de Sin | Acreditada como Lala               |
| 1988 | Watchers                     | Tracey         | Acreditada como Lala               |
| 1989 | Dream a Little Dream         | Shelley        | Acreditada como Lala               |
| 1990 | Joe Versus the Volcano       | Cameo          | Acreditada como Lala               |
| 1990 | Adventures of Ford Fairlane  | Cameo          | Acreditada como Lala               |
| 1990 | Pump Up the Volume           | Janie          |                                    |
| 1991 | L.A. Story                   | Novia de Ariel | Escenas eliminadas                 |
| 1993 | Dragon: The Bruce Lee Story  | Sherry Schnell |                                    |
| 1993 | Amityville: A New Generation | Llanie         | Acreditada como Lala               |
| 1994 | Cityscrapes: Los Angeles     | Angel          |                                    |
| 1996 | Buy One, Get One Free*       | Sophie         | Título alternativo: Fix and Flinch |
| 2003 | Pauly Shore Is Dead          | Cameo          |                                    |
| 2003 | Net Games                    | Angel          | Título alternativo: Net G@mes      |
| 2003 | Manfast                      | Taylor         | Título alternativo: Holding Out    |
| 2010 | Somewhere                    | Laila          |                                    |